# Schoon ende suverlijc boecxken inhoudende veel constige refereinen

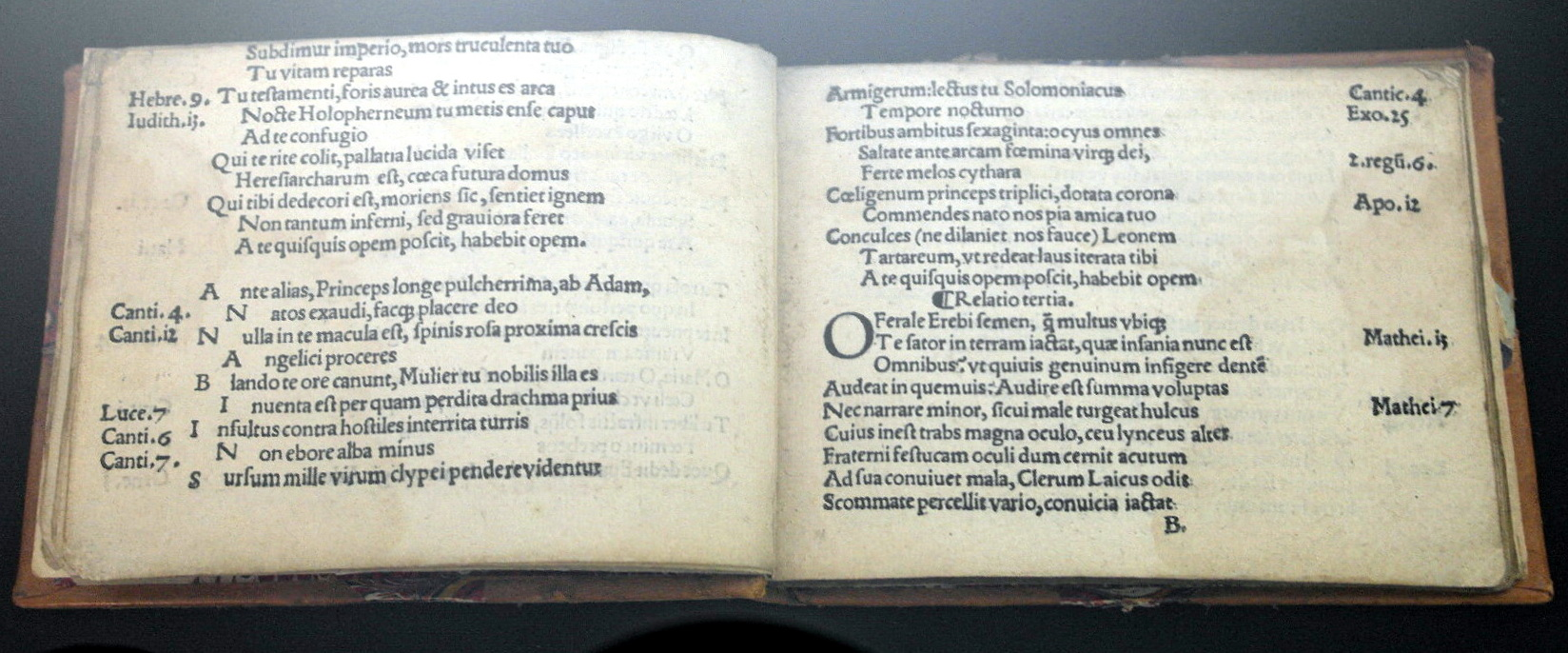
Latijnse uitgave Refereinen (Antwerpen, 1529)

Schoon ende suverlijc boecxken inhoudende veel constige refereinen is de eerste bundel met gedichten (refreinen) van de streng katholieke Antwerpse dichteres Anna Bijns.
De bundel verscheen in 1528 bij Jacob van Liesvelt en werd al in 1529 naar het Latijn vertaald. Hij bevat 23 refreinen, waarvan er zeven fel antiluthers van aard zijn. Deze uitgave lag aan Bijns' roem als dichteres, maar meer nog als 'ketterhaatster' ten grondslag. Bijns was trouw aan de katholieke kerk en beschouwde de Duitse reformator Maarten Luther als aartsvijand, als ketter, als dienaar van het kwaad. Zo noemde ze hem dan ook in haar refreinen; beschrijvingen als 'leugenaar' en 'bedrieger' worden regelmatig gebruikt. Doel van de bundel was om de katholieke lezers binnen de kerk te houden en twijfelaars ervan te overtuigen dat de Lutherse leer geen alternatief is; men moest de Lutheranen mijden. De eerste bundel werd meerdere keren herdrukt en in de 17e eeuw ook samen met de tweede en derde bundel opnieuw uitgegeven.
De tweede bundel verscheen voor het eerst in 1548 en bevat 23 refreinen van Bijns plus een van Stevijn vanden Gheenste. Zo mogelijk zijn de refreinen hier nog feller tegen Luther en andere ketters gericht dan in de eerste bundel.
De derde bundel verscheen in 1567 en was totaal anders van inhoud: de 70 refreinen werden samengesteld door de franciscaan Hendrick Pippinck en het ging uitsluitend om geestelijke, devote refreinen, waarin bijvoorbeeld de ik zijn zonden belijdt en God, Christus of Maria om hulp en troost smeekt. De bundel werd samengesteld na de Antwerpse beeldenstorm in 1566, toen de katholieke overheid haar gezag verloor en de gelovigen steun en troost nodig hadden. Daarin voorzag deze bundel. In de 17e eeuw verschenen nog enkele verzamelbundels, waarin alle drie bundels samen worden uitgegeven.